# لوچانو مارین
لوچانو مارین (ایتالیایی: Luciano Marin؛ ‏ ۹ دسامبر ۱۹۳۱ – ۱۲ نوامبر ۲۰۱۹) بازیگر اهل ایتالیا بود.
از فیلم‌هایی که وی در آن‌ها نقش داشته‌است، می‌توان به سه غریبه در رم، اولین عشق و بی‌تفاوت‌ها اشاره نمود.